# Fila indiana (singolo)
Fila indiana è un singolo della cantautrice italiana Angelina Mango, pubblicato il 1º dicembre 2023 come secondo estratto dal primo album in studio Poké melodrama.

## Promozione
La cantautrice ha presentato il brano in anteprima il 12 ottobre 2023, eseguendolo dal vivo durante la prima tappa del suo Voglia di vivere Tour, tenutasi a Pozzuoli.
Il singolo è stato pubblicato il 1º dicembre 2023, dopo essere stato presentato nella colonna sonora della seconda puntata della serie televisiva Noi siamo leggenda, in onda il 29 novembre.

## Video musicale
Il video musicale è stato pubblicato in concomitanza all'uscita del brano attraverso il canale YouTube della cantautrice.

## Tracce
Testi e musiche di Angelina Mango.
1. Fila indiana – 3:13

## Formazione
- Angelina Mango – voce
- Antonio Cirigliano – chitarra, produzione
- Filippo Slaviero – ingegnere del suono
- Giovanni "E.D.D." Pallotti – tastiere, basso, programmazione, produzione, ingegnere del suono

## Classifiche
| Classifica (2023-24) | Posizione massima |
| -------------------- | ----------------- |
| Italia               | 37                |